# Sirkka Hämäläinen

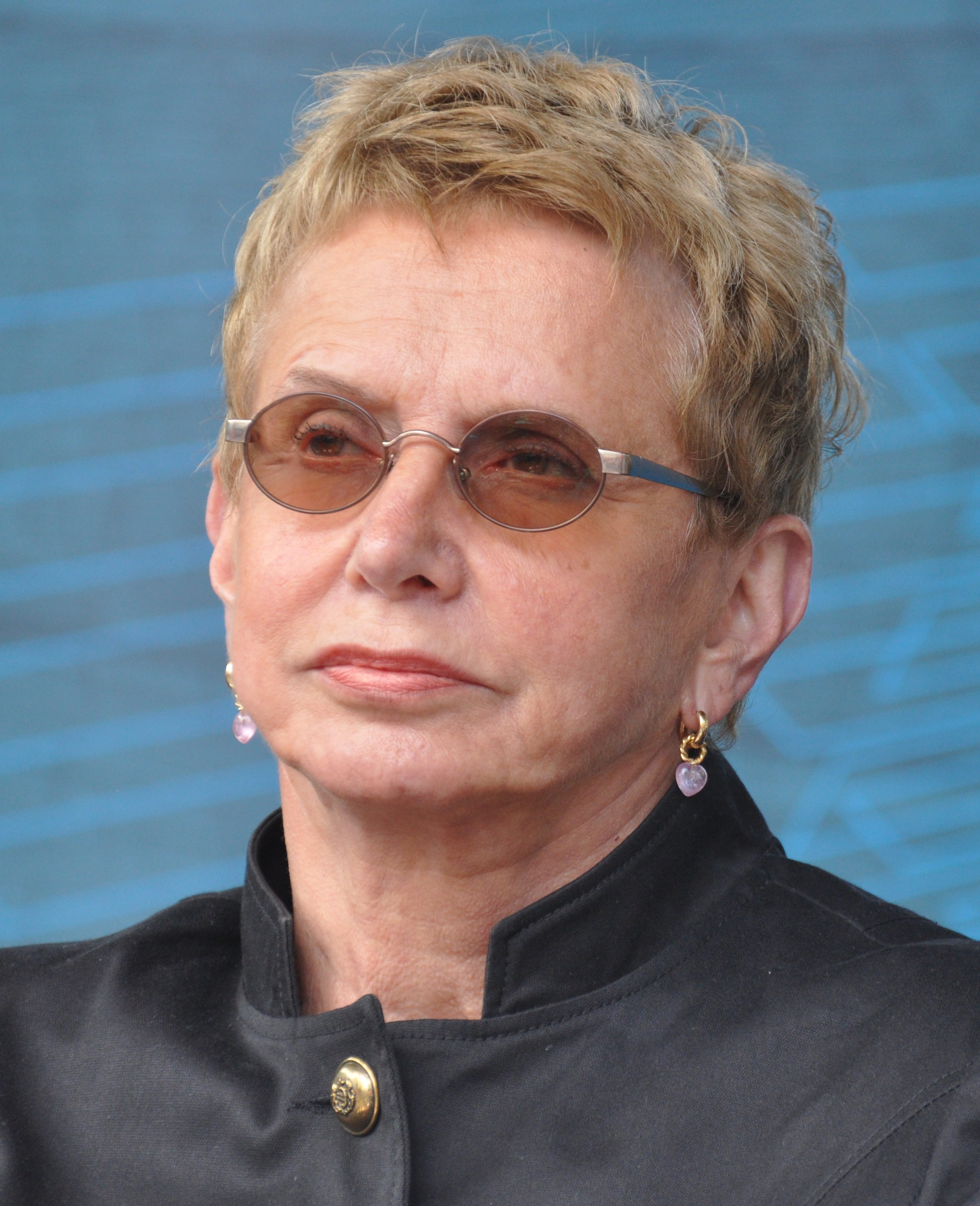
Sirkka Hämäläinen.

Sirkka Aune-Marjatta Hämäläinen, född 8 maj 1939 i Riihimäki, är en finländsk bankdirektör.
Hämäläinen var verksam vid Finlands Bank från 1961 och blev ekonomie doktor 1981. Hon invaldes 1991 i direktionen för Finlands Bank och blev året därpå dess ordförande. Hon tillhörde även direktionen för Europeiska centralbanken 1998–2003. Hon har även tillhört ett antal bolagsstyrelser och blev 2007 ordförande för stiftelsen för Finlands nationalopera och -balett. År 2014 utnämndes hon till hedersdoktor vid Aalto-universitetet.

## Utmärkelser
- Riddartecknet av I klass av Finlands Vita Ros’ orden,  6 december 1988[2]
- Kommendörstecknet av I klass av Finlands Vita Ros’ orden,  6 december 1993[3]
- Vita stjärnans orden, första klass,  16 maj 1995[4]
- Militärens förtjänstmedalj,  4 juni 1995[5]
- Storkorset av Finlands Lejons orden,  6 december 2023[6]

[Redigera Wikidata]